# Payam Niazmand
Seyed Payam Niazmand (en persa: سید پیام نیازمند‎; Teherán, 6 de abril de 1995) es un futbolista iraní que juega en la demarcación de portero para el Persepolis F. C. de la Iran Pro League.

## Trayectoria
Tras empezar a formarse como futbolista en el Paykan F. C. en 2012, finalmente tres años más tarde en 2015 subió al primer equipo. Jugó en el club durante tres temporadas, defendiendo la portería del Paykan en treinta encuentros. En 2018 se marchó traspasado al Sepahan F. C., haciendo su debut el 27 de julio de 2018 en un encuentro de la Iran Pro League contra el Sanat Naft Abadan F. C. En julio de 2021 se marchó al fútbol europeo tras firmar con el Portimonense S. C. para las siguientes tres temporadas. Después de la primera de ellas volvió en forma de cesión al Sepahan. Posteriormente continuó en el club hasta su salida al Persepolis F. C. en mayo de 2025.

## Clubes
| Club               | País     | Año       | Partidos | Goles |
| ------------------ | -------- | --------- | -------- | ----- |
| Paykan F. C.       | Irán     | 2015-2018 | 30       | 0     |
| Sepahan F. C.      | Irán     | 2018-2021 | 104      | 0     |
| Portimonense S. C. | Portugal | 2021-2022 | 5        | 0     |
| Sepahan F. C.      | Irán     | 2022-2025 | 86       | 0     |
| Persepolis F. C.   | Irán     | 2025-     |          |       |

## Palmarés

### Campeonatos nacionales
| Título        | Club         | País | Año  |
| ------------- | ------------ | ---- | ---- |
| Liga Azadegan | Paykan F. C. | Irán | 2016 |